# Волята на сърцето
„Волята на сърцето“ (на английски: One from the Heart) е американска драма от 1981 година на режисьора Франсис Форд Копола.

## Сюжет
В отношенията между Хeнк и Фрeни, които са заедно в продължение на пет години, настъпва криза. В Лас Вегас всеки от тях отговаря за новата си любов.

## В ролите
| Изпълнител        | Роля  |
| ----------------- | ----- |
| Фредерик Форест   | Хенк  |
| Тери Гар          | Френи |
| Настася Кински    | Лейла |
| Раул Хулиа        | Рей   |
| Лейни Казан       | Меги  |
| Хари Дийн Стантън | Мо    |